# Rivière Wessonneau Nord
Rivière Wessonneau Nord är ett vattendrag i Kanada.   Det ligger i provinsen Québec, i den sydöstra delen av landet, 280 km nordost om huvudstaden Ottawa.
I omgivningarna runt Rivière Wessonneau Nord växer i huvudsak blandskog. Trakten runt Rivière Wessonneau Nord är nära nog obefolkad, med mindre än två invånare per kvadratkilometer.